# 滨海丰特奈
滨海丰特奈（法語：Fontenay-sur-Mer，法語發音：[fɔ̃tnɛ syʁ mɛʁ]）是法国芒什省的一个市镇，属于瑟堡区。

## 地理
滨海丰特奈（49°29'21"N, 1°18'56"W）面积8.18 平方千米，位于法国诺曼底大区芒什省，该省份为法国西北部沿海省份，西、北、东北三面环大西洋，东起顺时针与卡爾瓦多斯省、奧恩省、马耶讷省和伊勒-维莱讷省接壤。
与滨海丰特奈接壤的市镇（或旧市镇、城区）包括：基内维尔、奥兹维尔、圣弗洛克塞勒、圣马尔库夫。

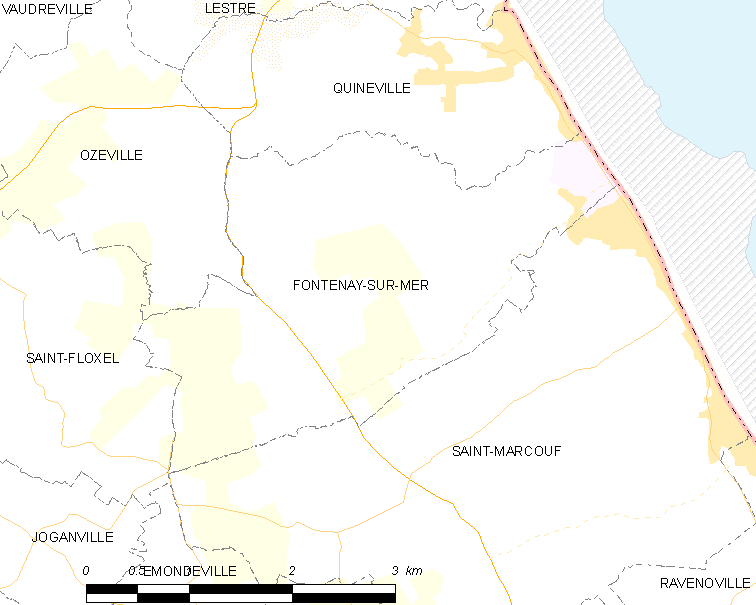
滨海丰特奈的OSM定位图

滨海丰特奈的时区为UTC+01:00、UTC+02:00（夏令时）。

## 行政
滨海丰特奈的邮政编码为50310，INSEE市镇编码为50190。

## 政治
滨海丰特奈所属的省级选区为瓦洛涅县。

## 人口

1962-2008年间滨海丰特奈人口变化图示

滨海丰特奈于2022年1月1日时的人口数量为164人。